# Царські полювання
Царські полювання — узагальнена назва мисливських угідь, які утримують спеціальними єгерськими службами для організації полювань високопосадовців: царів, імператорів, президентів та наближених до двору персон.
Об'єктами полювання, як правило, є великі травоїдні звірі, переважно зубри, олені, козли.